# جف هنمن
جف هنمن (به انگلیسی: Jeff Hanneman) با نام کامل جفری جان هنمن نوازنده و ترانه سرای آمریکایی گروه ترش متال اسلیر در ۳۱ ژانویه ۱۹۶۴ در اوکلند ، ایالت کالیفرنیا در آمریکا به دنیا آمده‌است. جف هنمن از سال ۱۹۸۱ تا سال ۲۰۱۳ در زمینه ساخت موزیک در سبک‌های اسپید متال ، ترش متال فعالیت می‌کرد.

## بیماری و مرگ
هنمن از اوایل سال ۲۰۱۱ به دلیل عفونت ناشی از نکروزان غلاف فعالیت در تورها کناره‌گیری کرد. دکترها پیش از این یادآور شده بودند که به احتمال زیاد این بیماری از نیش عنکبوت نشات گرفته شده باشد.
در سال ۲۰۱۲ خواننده گروه، تام آرایا بهبودی جف از بیماری را اعلام کرد، اگرچه مدتی بعد در فوریه ۲۰۱۳، کری کینگ به مشکلات سلامتی جف که او را از همراهی اسلیر بازداشته بود، اشاره کرد.
جف هنمن در تاریخ ۲ مه ۲۰۱۳ در نزدیکی خانه اش، در اینلند امپایر کالیفرنیای جنوبی درگذشت. او در یک بیمارستان محلی بود و از نارسایی کبد رنج می برد. هنوز معلوم نیست که بیماری پوست وی با نارسایی کبدش در ارتباط بوده باشد.